# Monster Squad
Monster Squad est une série télévisée américaine en treize épisodes de 25 minutes créée par Stanley Ralph Ross et diffusée entre le 11 septembre et le 4 décembre 1976 sur le réseau NBC les samedis matins.
Cette série est inédite dans tous les pays francophones.

## Synopsis
Walt, un jeune étudiant en criminologie, est gardien dans un musée de cire. Il a inventé un ordinateur capable de détecter les vagues de crimes susceptibles d'arriver dans sa ville. Par accident, les vibrations de son appareil ramènent à la vie les statues de Dracula, Frankenstein et du Loup-Garou. Afin de racheter les erreurs du passé, les monstres deviennent les gardiens de la ville. Ils forment le Monster Squad. Walt leur attribue à chacun un nom de code ainsi que toute une panoplie de gadgets pour affronter les divers criminels : Nightflyer pour Dracula, Green Machine pour Frankenstein et Furball pour le Loup-garou.

## Distribution
- Fred Grandy : Walter
- Henry Polic II (en) : Dracula / Nightflyer
- Buck Kartalian (en) : Bruce W. Wolf / Le Loup-Garou / Furball
- Mike Lane (en) : Frank N. Stein / Frankentein / Green Machine
- Edward Andrews : Maire Goldwyn

### Invités célèbres
- Alice Ghostley : La Reine des Abeilles (VO : Queen Bee)
- Barry Dennen : Monsieur Méphisto (VO : Mister Mephisto)
- Sid Haig : Chef Nez qui coule (VO : Chief Running Nose)
- Jonathan Harris : L'astrologue (VO : The Astrologer)
- Julie Newmar : La Sorcière Surpême (VO : Ultra Witch)
- Vito Scotti : Albert / Alberta

## Liste des épisodes
1. La Reine des Abeilles (Queen Bee)
2. Monsieur Méphisto (Mr Mephisto)
3. La Serpette (The Tickler)
4. Monsieur Loyal (The Ringmaster)
5. Le mélomane (Music Man)
6. Sans visage (No Face)
7. L'Astrologue (The Astrologer)
8. La Sorcière Suprême (Ultra Witch)
9. Le Magicien (The Wizard)
10. Le Crâne (The Skull)
11. Le Météorologue (The Weather Man)
12. Lawrence de Moravia (Lawrence of Moravia)
13. Albert / Alberta (Albert / Alberta)

## Influences de la série
La série s'inspire ouvertement de Batman dans le ton et dans les personnages introduits mais aussi de la série Les Monstres par l'utilisation des figures iconiques de monstres célèbres mais sur le mode comique. Chaque épisode fait apparaître un nouveau vilain à la fois kitsch et portant des tenues colorées. S'adressant à un public exclusivement enfantin puisqu'elle était diffusée le samedi matin, l'action et les cascades sont minimalistes. Les rires ajoutés en playback confirment bien qu'il s'agit d'une comédie mais avec des éléments fantastiques. Le faible budget ne permettant pas des décors et des effets spéciaux coûteux, la majeure partie des accessoires est réutilisée à chaque épisode. Il n'est d'ailleurs pas anodin que des acteurs ayant apparus dans Batman soient aussi présents comme Julie Newmar.

## DVD
- L'intégrale de la série est sortie en coffret 2 DVD chez l'éditeur anglais Fabulous Films avec des copies entièrement restaurées[1].